# طواف إيطاليا 1994
طواف إيطاليا 1994 هو سباق دراجات هوائية أقيم في إيطاليا بتاريخ 22 مايو - 12 يونيو، تكون السباق من 22, مرحلة وامتدّ لمسافة 3730 كم بسرعة 36.954 كم/س، استغرق السباق 100 ساعة 41 دقيقة 21 ثانية. فاز به الروسي يفغيني برزين بينما حلّ الإيطالي ماركو بانتاني ثانيا والإسباني ميغيل إندوراين ثالثا.